# Манґольд проти Гелма
Манґольд проти Гелма (2005) C-144/04 була справою в Суді Справедливости (ECJ) про ейджизм у працевлаштуванні. 

## Зміст
Манґольд був 56-річним німцем, який працював на умовах постійного контракту на повний робочий день. Уряд Німеччини запровадив так званий Закон про сприяння зайнятости 1996 року (нім. Beschäftigungsförderungsgesetz), який дозволяв укладати строкові контракти максимум на два роки, а в іншому випадку вважався незаконним, якщо тільки це не було об'єктивно виправдано. Але навіть цей захист знімався (очевидно, з метою «сприяння зайнятости»), якщо працівникові було більше 60 років. Подальші поправки змінили цей вік до 52 років. Пан Манґольд стверджував, що відсутність захисту для осіб старше 52 років є невиправданою дискримінацією за віком.

## Вирок
У своєму рішенні Суд Справедливости постановив, що закон Німеччини суперечить Рамкової директиви про рівність у сфері зайнятости, хоча її не потрібно було імплементувати до кінця 2006 року. У ньому сказано, що загалом законодавство, яке дозволяє роботодавцям по-різному ставитися до людей через їхній вік, «порушує принцип» міжнародного права про усунення дискримінації за віком. Суд Справедливости постановив, що національні суди повинні скасувати будь-яке положення національного законодавства, яке суперечить директиві, навіть до того, як закінчився період імплементації.
|  | 64. ... застосування національного законодавства, подібного до того, що розглядається в основному провадженні, призводить до ситуації, коли всім працівникам, які досягли 52-річного віку, без різниці, чи були вони безробітними до укладення трудового договору, і незалежно від тривалості будь-якого періоду безробіття, можуть на законних підставах, до досягнення віку, в якому вони можуть претендувати на отримання пенсії за віком, пропонувати строкові трудові договори, які можуть бути продовжені невизначену кількість разів. Таким чином, ця значна група працівників, яка визначається виключно за віком, протягом значної частини свого трудового життя ризикує бути позбавленою переваг стабільної зайнятості, яка, однак, як чітко зазначено в Рамковій угоді, є основним елементом захисту працівників. 65. Оскільки таке законодавство використовує вік працівника як єдиний критерій для застосування строкового трудового договору, коли не доведено, що встановлення вікового порогу як такого, незалежно від будь-яких інших міркувань, пов'язаних зі структурою відповідного ринку праці або особистою ситуацією відповідної особи, є об'єктивно необхідним для досягнення мети, якою є професійна інтеграція безробітних працівників похилого віку, слід вважати, що воно виходить за межі того, що є належним і необхідним для досягнення поставленої мети. Дотримання принципу пропорційності вимагає кожного відступу від індивідуального права на узгодження, наскільки це можливо, вимог принципу рівного ставлення з вимогами переслідуваної мети (див. з цього приводу справу C-476/99 «Ломмерс» (Lommers) [2002] ECR I-2891, п. 39). Отже, таке національне законодавство не може бути виправдане відповідно до статті 6(1) Директиви 2000/78. [...] 75. Таким чином, принцип недискримінації за ознакою віку слід розглядати як загальний принцип права Співтовариства. Якщо національні правила підпадають під сферу дії права Співтовариства, як у випадку з параграфом 14(3) TzBfG зі змінами, внесеними Законом 2002 року, що є заходом з імплементації Директиви 1999/70 (див. також, з цього приводу, параграфи 51 і 64 вище), Суд повинен розглянути питання про те, чи може бути подана заява до Суду, і до Суду звертаються за попереднім рішенням, Суд повинен надати всі критерії тлумачення, необхідні національному суду для визначення того, чи є ці правила сумісними з таким принципом (справа C-442/00 «Родріґес Кабальєро» (Rodríguez Caballero) [2002] ECR I-11915, пп. 30-32). 76. Отже, дотримання загального принципу рівного ставлення, зокрема щодо віку, не може бути обумовлене закінченням періоду, наданого державам-членам для транспозиції директиви, покликаної встановити загальні рамки для боротьби з дискримінацією за ознакою віку, зокрема в тому, що стосується організації відповідних засобів правового захисту, тягаря доказування, захисту від віктимізації, соціального діалогу, позитивних дій та інших конкретних заходів для імплементації такої директиви. |

## Значимість
Оскільки воно визнало, що рівне ставлення є загальним принципом права ЄС, Mangold v Helm має важливе значення з трьох важливих причин. По-перше, це означає, що претензія на рівне ставлення доступна для приватних громадян у горизонтальній ситуації. Немає необхідності чекати виконання Директиви, перш ніж подавати претензії щодо дискримінації. По-друге, це означає, що законодавство держав-членів і ЄС, як-от Директиви, може бути оскаржене на тій підставі, що воно не відповідає загальному принципу рівного ставлення. По-третє, оскільки суд не обмежив свої зауваження конкретними підставами дискримінації, які зараз містяться в Директивах про рівне поводження (щодо статі, раси та обмежених можливостей, переконань, сексуальної орієнтації та віку), з цього випливає, що позови щодо дискримінації на основі інших характеристик можуть бути можливими (такими як каста, освіта, майно або військова служба). Ймовірно, це відображатиме судову практику Європейської конвенції з прав людини, де стаття 14 перераховує підстави, подібні до тих, що вже містяться в Директивах ЄС, але також додає «або інший статус».